# 2018年香港籃總盃
2018年香港籃總盃是第一届香港篮总杯，甲一及甲二聯賽球隊将获得资格參加该项杯赛。

## 賽事制度
香港籃球總會宣佈籃總盃集合甲一及甲二聯賽共16支球隊參加，逢周六及周日作賽每日4場。

第1屆賽事於2018年1月6日在修頓室內場館展開，而初賽分四組進行單循環比賽，各組首和次名晉級淘汰賽。冠軍及季軍戰採三場兩勝制，故整個賽事將有34至36場賽事。

同時根據賽制甲一組球隊可註冊一名居港球員而甲二組球隊則可註冊兩名居港球員或外援，此外南華、東方、永倫以及福建列為各組的種子隊伍，其餘各隊經抽籤配入各組。

作為賽事指定合作媒體的香港有線電視屆時將直播季軍及冠軍戰等超過20場比賽，並由譚偉洋及蔡芳裕等前甲一球星作評述。而在2018年1月6日在灣仔修頓室內場館舉行晉裕對飛鷹的賽事便是香港開埠而來首度有甲一及甲二球隊同場出賽。

## 賽事賽程
- 分組賽 1月6、7、13、14、20、21日（每比賽日進行四場分組賽）
- 1月6日：A、C組

1. 比賽時間

- 下午3時30分：安青對建龍，83比88
- 下午5時10分：晉裕對飛鷹，85比44
- 晚上6時50分：南華對遊協，91比61
- 晚上8時30分：東方龍獅對旭暉，86比66
- 1月7日：B、D組

1. 比賽時間

- 下午3時30分：日域對滿貫，67比90
- 下午5時10分：漢友對南青，70比110
- 晚上6時50分：標準福建對晉龍WTS，72比78
- 晚上8時30分：永倫對DOS，97比80
- 1月13日：A、C組

1. 比賽時間

- 下午3時30分：遊協對安青，113比69
- 下午5時10分：旭暉對晉裕，62比82
- 晚上6時50分：建龍對南華，62比134
- 晚上8時30分：飛鷹對東方龍獅，53比127
- 1月14日：B、D組

1. 比賽時間

- 下午3時30分：晉龍WTS對日域，64比93
- 下午5時10分：DOS對漢友，74比87
- 晚上6時50分：滿貫對標準福建，90比73
- 晚上8時30分：南青對永倫，80比91
- 1月20日：A、C組

比賽時間
- 下午3時30分：建龍對遊協,90比94
- 下午5時10分：飛鷹對旭暉，71比76
- 晚上6時50分：南華對安青，133比39
- 晚上8時30分：東方龍獅對晉裕，75比62
- 1月21日：B、D組

1. 比賽時間

- 下午3時30分：滿貫對晉龍WTS，74比53
- 下午5時10分：南青對DOS，83比75
- 晚上6時50分：標準福建對日域，74比90
- 晚上8時30分：永倫對漢友，90比64

首名出綫：A組南華、B組滿貫、C組東方、D組永倫
次名出綫：A組遊協、B組日域、C組晉裕、D組南青
8強賽
南華對南青
滿貫對晉裕
東方對日域
永倫對遊協
備注：已更新戰績
- 淘汰賽 1月28日、2月6日、2月10日、2月11日

## 八强淘汰賽程表
- 1月28日(星期日)
- 下午2時30分滿貫對晉裕,80比67
- 下午4時10分東方對日域,98比73
- 下午6時50分南華對南青,99比62
- 下午8時30分永倫對遊協,96比82

- 2月6日(星期二)晚
- 晚上7時10分滿貫對南華,76比96
- 晚上8時50分東方對永倫,70比75
- 2月10日(星期六）

## 季軍戰
- 晚上7時10分滿貫對東方，81比76

## 冠軍戰
- 晚上8時50分南華對永倫，101比100
- 2月11日(星期日)

## 季軍戰
- 晚上7時10分滿貫對東方，80比55

## 冠軍戰
- 晚上8時50分南華對永倫，98比76

## 首屆决賽賽果
- 南華98分勝永倫76分

## 第一屆總冠軍
- 2018年2月南華

## 門票價錢
- 分組賽(2場為1節）
  - 16強一律成人收50元,學生、長者、傷殘一律收30元

- 八強(2場為1節）
  - 八強一律成人收50元,學生、長者、傷殘一律收30元

- 四強(2場為1節）、季軍戰、冠軍戰
  - 四強、季軍賽、冠軍賽、成人一律收80元、學生、長者、傷殘一律收50元.

## 外部連結
- 香港籃球總會網頁（页面存档备份，存于）